# معركة الركن
معركة الركن، هي معركة وقعت سنة 1576م في مدينة فاس واجه فيها عبد الملك الأول السعدي بمساندة الدولة العثمانية ابن أخيه المولى محمد. وشارك حوالي 9,000 من الجنود العثمانيين في الحملة. كانت الحملة هي ثاني حملة عثمانية على فاس بعد سنة 1554 التي فشل فيها العثمانيون في تحقيق مكسب دائم.
إنتصر عبد الملك بعون العثمانيين على منافسه على السلطنة في معركة الركن. ودخل فاس منتصرا في مارس 1576.
اعترف عبد الملك بالسلطان العثماني مراد الثالث كخليفة له، حيث أعاد تنظيم جيشه وشمه للقوات العثمانية واعتمد الجمارك العثمانية، ولكنه نجح عن طريق التفاوض إقناع القوات العثمانية بمغادرة بلاده مقابل دفعه مبلغ كبير من الذهب.

## المعركة
دخل عبد الملك السعدي مع العثمانيين مدينة فاس، 9 آذار / مارس 1576م.و بدأ مولاي عبد الملك حركة تحديث في فاس، مستفيدًا من دعم العثمانيين، فأصلح الجيش ونظّمه على الطريقة العثمانية، واستقدم له المعدات والتجهيزات الحديثة في تلك الفترة.

## تداعيات
حسب بعض المصادر
 اعترفت الدولة السعدية لأول مرة بخلافة العثمانيين مما جعلها تابعة اسميا للدولة العثمانية خلال عهد عبد الملك. إلا أن خلفه أحمد المنصور الذهبي سحب الاعتراف بشرعية خلافة العثمانيين فيما بعد.
بينما تورد مصادر أخرى أنه فور انسحاب الانكشارية من أراضي الدولة السعدية تراجع عبد الملك عن ما وعده للعثمانيين من تبعية اسمية واعتراف بخلافتهم.
تركت هذه الأحداث العثمانيين في موقف قوي جدا في المغرب العربي آنذاك، وأصبحوا يشكلون تهديدا مباشرا للأراضي الأسبانية.
```
فر المولى محمد إلى 
إسبانيا
 ثم إلى 
البرتغال
، حيث وعده سيباستيان من البرتغال بمساعدته على استعادة عرشه. فشنت البرتغال حملة على الدولة السعدية انتهت بهزيمة ساحقة للبرتغاليين في 
معركة وادي المخازن
 سنة 
1578
.
[
2
]
```